# بیل فریزل
بیل فریزل (انگلیسی: Bill Frisell؛ زادهٔ ۱۸ مارس ۱۹۵۱) موسیقی‌دان، آهنگساز، تنظیم اهل ایالات متحده آمریکا است. وی از سال ۱۹۷۸ میلادی تاکنون مشغول فعالیت بوده‌است.